# Битва при Кафер-Калехе
Битва при Кафер-Калехе — серия боевых столкновений, которые решили исход Первой афганской кампании Надир-шаха.

## Предыстория
Предыдущее вторжение Надира в Хорасан привело к захвату им Сангана и создало предпосылки для дальнейшего продвижения к Герату и покорению афганского племени абдали (дуррани). Однако в это время шах Тахмасп II из зависти объявил Надира предателем, и тот был вынужден остановить подготовку к Гератской кампании и двинуться против войск шаха. В рамках Сабзеварской экспедиции Надир сломил оппозицию шаха, после чего смог, наконец, начать давно назревшую экспедицию против Герата.

## Битва
Лидер абдали Алахьяр-хан выступил навстречу войскам Надира и встретил их в 80 км к западу от Герата, у Кафер-Калеха. Персидские стрелки были выстроены в линии и по обе стороны от батарей полевой артиллерии, а кавалерия следовала отдельно в резерве. Надир-шах рассчитывал отправлять против солдат противника небольшие отряды кавалерии, чтобы выманить противника под перекрестный огонь своих стрелков и артиллерии.
Абдали обрушились на персидской левый фланг, который начал прогибаться под давлением и был спасен, как и в битве при Сангане, ударом персидской резервной кавалерии во главе с Надиром, который лично убил командира афганского авангарда, но и сам получил ранение в ногу. Последовавшая контратака не привела к разгрому силы абдали, но вынудила их к отступлению. Ожесточенность битвы была такова, что обе армии отступили, но при наступлении рассвета на следующий день выяснилось, что Алахьяр-хан уже увел своих солдат на восток.